# Dalbergia jaherii
Dalbergia jaherii là một loài thực vật có hoa trong họ Đậu. Loài này được Burck miêu tả khoa học đầu tiên.